# Krty
Obec Krty (německy Gerten) se nachází v okrese Rakovník ve Středočeském kraji, na samém západním okraji těchto celků, zhruba tři kilometry západně od Jesenice a 21 kilometrů stejným směrem od Rakovníka. Žije zde 116 obyvatel. Obcí prochází železniční trať 161 Rakovník – Bečov nad Teplou se zastávkou Krty.

## Název
Název vesnice je odvozen ze jména Krt ve významu ves Krtovy rodiny. V historických pramenech se jméno objevuje ve tvarech: Krriti (1227), Gerth (1295), Krty (1565), Krtty (1595), na Krtech (1615), Gärten (1787) a Gerten (1846).

## Historie
První písemná zmínka o Krtech pochází z roku 1227. Až do roku 1595 vesnice patřila k panství hradu Rabštejn a poté krátce ke statku Běsno. V roce 1597 Krty získal Adam Štampach ze Štampachu, který ve vsi založil tvrz. Jindřich Štampach (připomínaný v Krtech roku 1615) později statek prodal majitelům petrohradského panství. Krtskou tvrz vypálili vojáci v roce 1623.

## Obyvatelstvo
Při sčítání lidu v roce 1921 zde žilo 382 obyvatel (z toho 191 mužů), z nichž bylo 25 Čechoslováků, 341 Němců, jeden Žid a patnáct cizinců. Kromě pěti členů izraelské církve byli římskými katolíky. Podle sčítání lidu z roku 1930 měla vesnice 382 obyvatel: 23 Čechoslováků, 353 Němců, jednoho Žida a pět cizinců. Většinou se hlásili k římskokatolické církvi, ale žili zde také tři evangelíci a dva židé.
| Rok            | 1869 | 1880 | 1890 | 1900 | 1910 | 1921 | 1930 | 1950 | 1961 | 1970 | 1980 | 1991 | 2001 | 2011 | 2021 |
| -------------- | ---- | ---- | ---- | ---- | ---- | ---- | ---- | ---- | ---- | ---- | ---- | ---- | ---- | ---- | ---- |
| Počet obyvatel | 382  | 357  | 331  | 328  | 379  | 382  | 382  | 247  | 223  | 214  | 144  | 106  | 100  | 94   | 110  |
| Počet domů     | 51   | 51   | 55   | 56   | 65   | 68   | 90   | 92   | 59   | 55   | 47   | 49   | 50   | 56   | 55   |

## Obecní správa

### Územněsprávní začlenění
Dějiny územněsprávního začleňování zahrnují období od roku 1850 do současnosti. V chronologickém přehledu je uvedena územně administrativní příslušnost obce v roce, kdy ke změně došlo:
- 1850 země česká, kraj Cheb, politický okres Žatec, soudní okres Jesenice[10]
- 1855 země česká, kraj Žatec, soudní okres Jesenice
- 1868 země česká, politický okres Podbořany, soudní okres Jesenice
- 1939 Sudetenland, vládní obvod Karlovy Vary, politický okres Podbořany, soudní okres Jesenice[11]
- 1945 země česká, správní okres Podbořany, soudní okres Jesenice[12]
- 1949 Karlovarský kraj, okres Podbořany[13]
- 1960 Středočeský kraj, okres Rakovník
- k 1. lednu 1980 Středočeský kraj, okres Rakovník, město Jesenice[14]
- k 24. listopadu 1990 Středočeský kraj, okres Rakovník[14]
- 2003 Středočeský kraj, obec s rozšířenou působností Rakovník

## Společnost

### Rok 1932
V obci Krty (něm. Gerten, 382 obyvatel) byly v roce 1932 evidovány tyto živnosti a obchody: obchod s máslem a vejci, 2 půjčovny mlátiček, 2 řezníci, 2 hostince, 3 obchody se smíšeným zbožím, velkostatek Groh, 9 rolníků, kovář, Spar- u. Darlehenskassenverein für Gerten, 3 kamenictví, trafika.

## Pamětihodnosti
- Hřbitovní kostel svatého Vojtěcha z konce 17. století
- Přírodní památka Krtské skály, rozlehlé (88,8 ha) lesnaté návrší jižně od obce, s četnými zvětralými skalními výchozy, balvanitými sutěmi i roztroušenými balvany; nachází se zde zatopený lom s jezírkem.
- Přírodní památka Ostrovecká olšina, nevelké (1,87 ha) chráněné území při Ostroveckém potoce necelé 2 km jihozápadně od obce, olšiny a mokré louky s bohatou květenou.

## Doprava
Dopravní síť
- Pozemní komunikace – Obcí prochází silnice III. třídy č. 2065 z Jesenice do Blatna. Ve vzdálenosti 3 km lze v Jesenici najet na silnici I/27 Plzeň – Žatec – Most.
- Železnice – Obec Krty leží na železniční trati 161 Rakovník – Bečov nad Teplou. Je to jednokolejná regionální trať, doprava byla zahájena roku 1897. Na území obec leží železniční zastávka Krty.

Veřejná doprava 2011
- Autobusová doprava – Obec byla bez autobusové dopravní obsluhy.
- Železniční doprava – Po trati 161 mezi Rakovníkem a Blatnem u Jesenice jezdilo v pracovních dnech 13 párů osobních vlaků, o víkendech 8 párů osobních vlaků.